# باشگاه فوتبال کلافام روورز
باشگاه فوتبال کلافام روورز یک باشگاه فوتبال در انگلستان بود که در کلاپهام کامن، توتینگ کامن، واندسورت کامن بازی می‌کرد. این باشگاه در سال ۱۸۸۰ قهرمان جام حذفی انگلستان شد. این باشگاه بعد از ۴۵ سال در سال ۱۹۱۴ منحل شد.